# Four Seasons Hotels and Resorts
Four Seasons Hotels, Inc., che opera come Four Seasons Hotels and Resorts, è una multinazionale con sede in Canada, a Toronto, attiva nell'ospitalità di lusso. Gestisce più di 100 hotel in tutto il mondo. Dal 2007, i proprietari di maggioranza della società sono Bill Gates (tramite Cascade Investment) con una quota del 71,25% (fino a settembre del 2021 del 43%) e il principe Al-Waleed bin Talal.
In Italia è presente nello storico palazzo della Gherardesca di Firenze, a Taormina con il San Domenico Palace e a Milano nel quadrilatero della moda.

## Storia

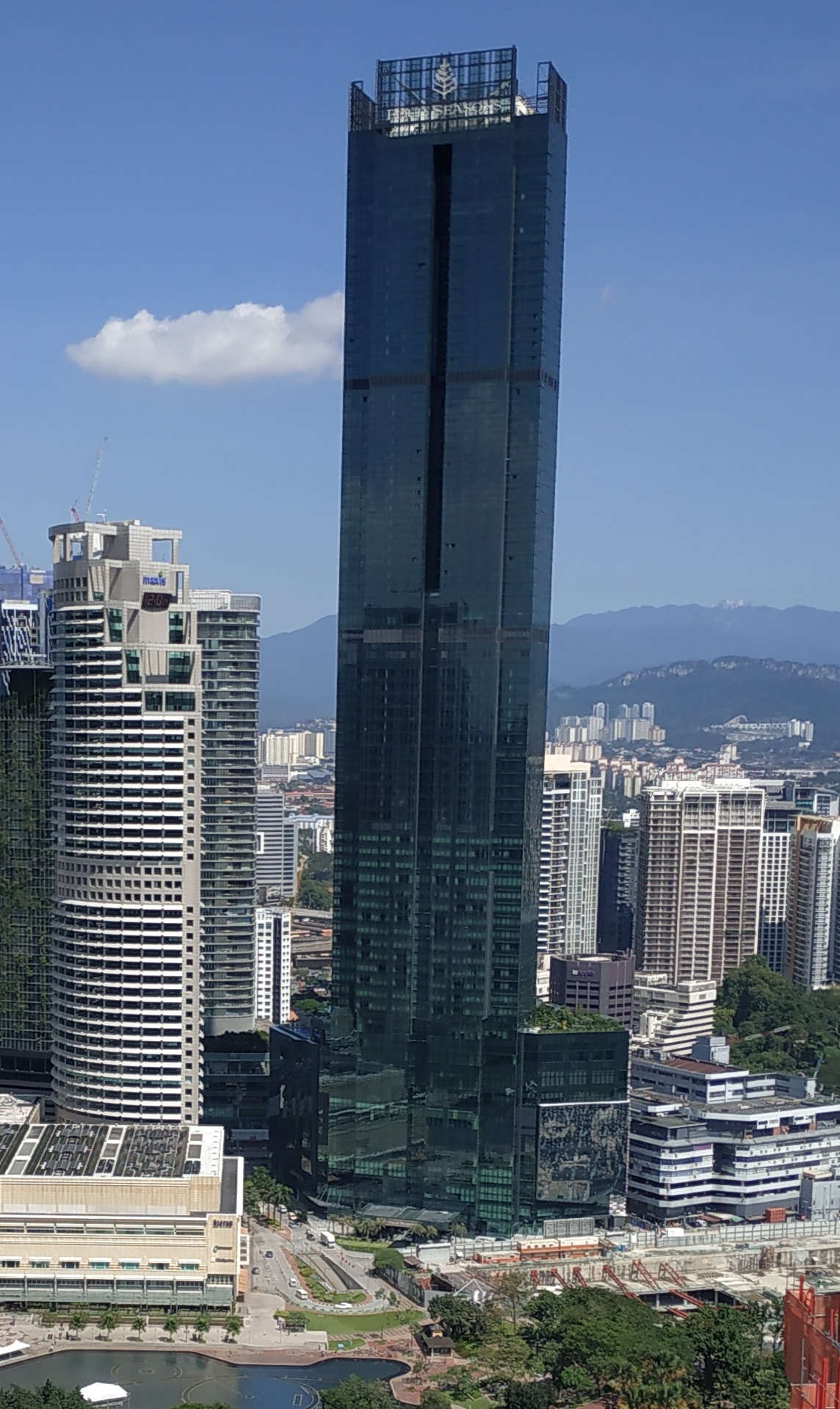
Four Seasons Place a Kuala Lumpur.

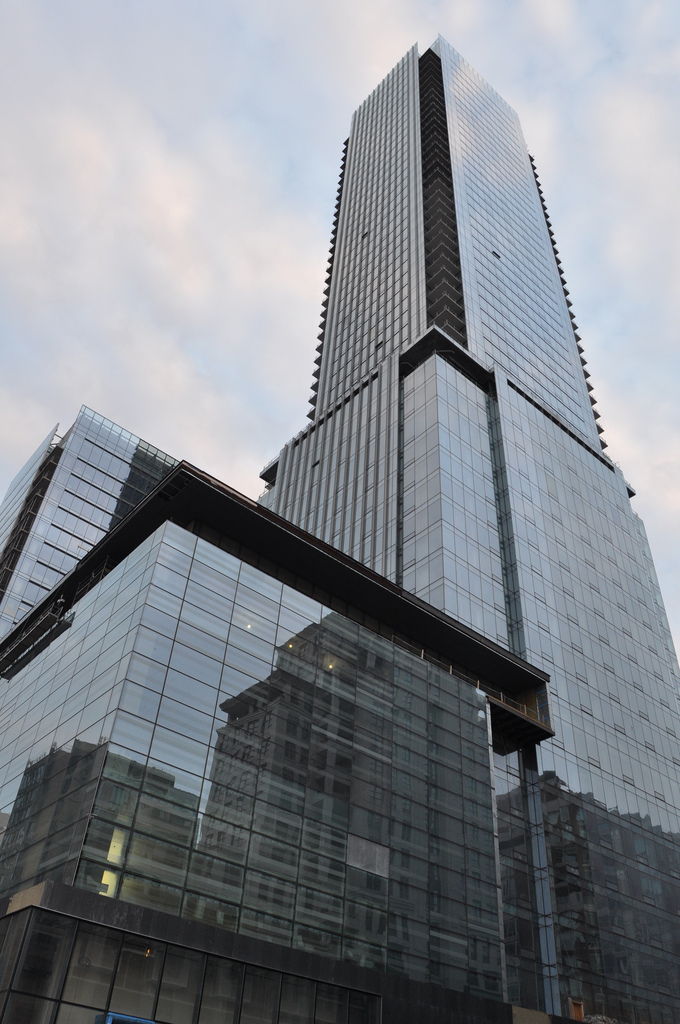
Four Seasons Hotel and Residences a Yorkville

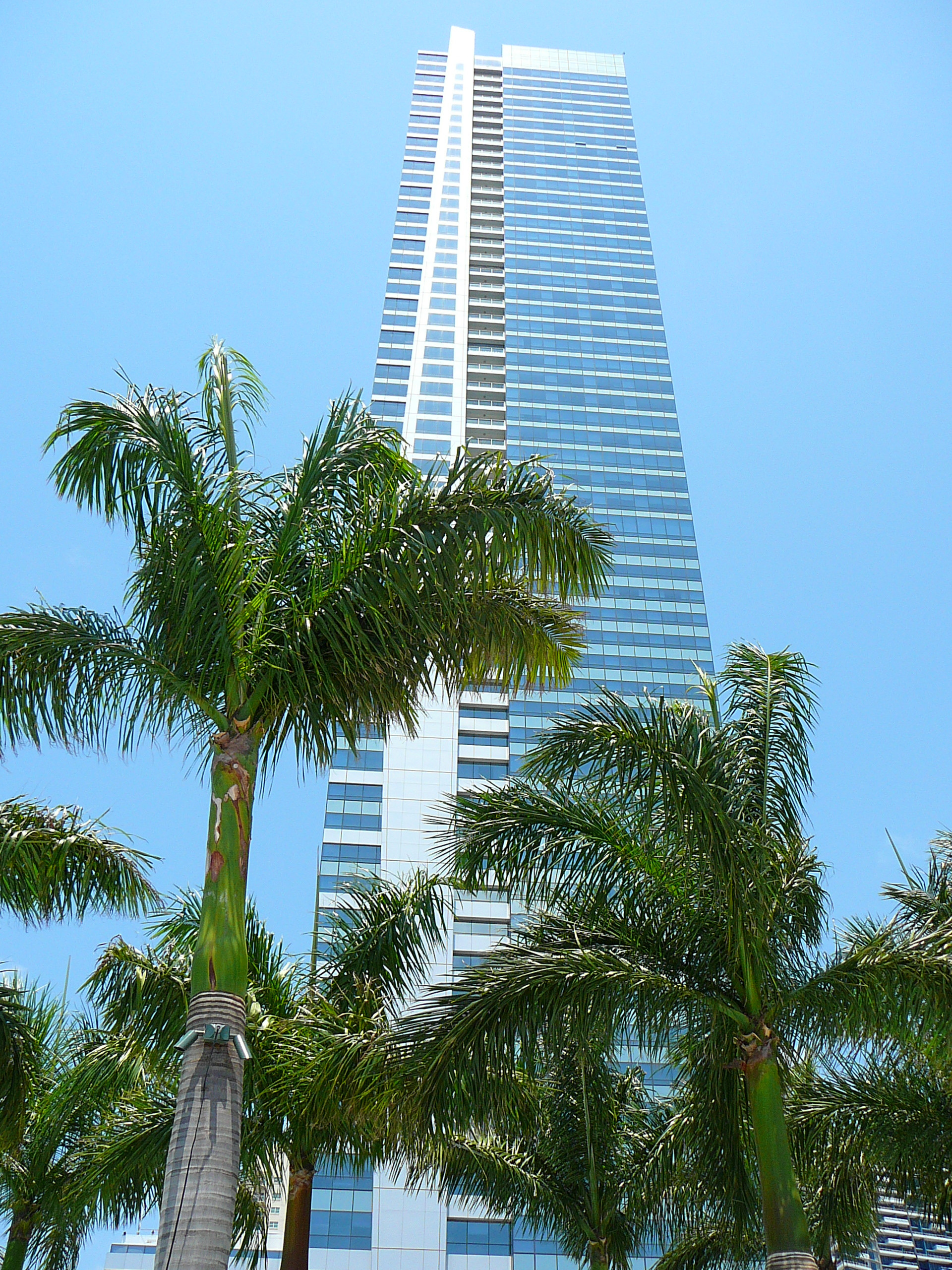
Four Seasons Hotel and Tower a Miami

Isadore Sharp fonda la Four Seasons Hotels, Inc. nel 1960. Mentre, giovane architetto, lavora per il padre, Sharp progetta un motel per un amico di famiglia; il successo lo spinge a creare un proprio hotel. Compra un grosso appezzamento di terreno in una zona degradata di Toronto e progetta un albergo per offrire ai viaggiatori d'affari opportunità sosta durante gli scali aerei; il Four Seasons Motor Hotel viene inaugurato nel 1961.
Four Seasons costruisce altri alberghi, tra cui l'Inn on the Park del 1963, un hotel resort di due piani e da 4 milioni di dollari nella periferia di Toronto, che ospita anche la prima discoteca del Canada.
Il lusso diventa parte integrante del marchio e quando, nel 1970, sbarca in Europa, inaugurando a Londra il primo albergo oltre l'Atlantico, il Four Seasons Hotel London, Sharp lo progetta per competere con gli hotel d'élite della città, come Claridge's e The Connaught.
Nel 1974 il superamento dei costi del Four Seasons Hotel Vancouver porta la società quasi al fallimento. Di conseguenza, Sharp inizia a passare al suo attuale modello di business solo per la gestione, eliminando i costi associati all'acquisto di terreni e edifici. La società diventa una public company nel 1986, anno in cui è costruito il Four Seasons Hotel Austin, nove piani sulla riva nord del Lady Bird Lake. Ospiterà nel 1991 la regina Elisabetta II durante la sua visita nel Texas. Nel 1997 sarà il primo hotel ad avere una rete wireless per l'accesso a Internet alta velocità e sarà ceduto nel 2016 ad Anbang Insurance Group (Blackstone Group) per 359,7 milioni di dollari.
Negli anni Novanta, dopo avere costruito un albergo alle Hawaii e nelle isole (Maui e Wailea), Four Seasons e Ritz-Carlton iniziano una competizione diretta, con Ritz-Carlton che enfatizza un look uniforme mentre Four Seasons privilegia l'architettura e gli stili locali con un servizio uniforme;  alla fine è Four Seasons a guadagnare quote di mercato.
La recessione economica globale colpisce la società all'inizio e alla metà degli anni 2000. Quando gli attentati dell'11 settembre 2001 hanno causato il crollo del settore dei viaggi, Four Seasons rifiuta di tagliare i prezzi delle camere in modo da preservare il valore percepito del marchio, causando tensioni con altri proprietari di immobili. Nel 2007 la società accetta un buyout da parte del presidente della Microsoft, Bill Gates, e del principe saudita Al-Waleed bin Talal, per 3,8 miliardi di dollari. I due sono titolari, in parti uguali, del 95% del capitale sociale, mentre Sharp ha il resto.
Nuovi problemi sono da affrontare durante la crisi finanziaria del 2007-2010. La società ha effettuato i primi licenziamenti aziendali nella sua storia, riducendo del 10% la forza lavoro di Toronto, ma ha continuato ad investire, aggiungendo altri hotel e resort al suo portafoglio, in particolare in Cina: dapprima nel 2010, a Hangzhou, quindi a Guangzhou, a Pechino, una seconda proprietà a Shanghai nel 2012. Apre in India un hotel a Mumbai, nel 2013, inaugura il suo primo hotel in Russia nel Palazzo Lobanov-Rostovsky a San Pietroburgo, in seguito apre un secondo hotel a Mosca. Espansione anche in Indonesia con un hotel a Giacarta e altri due a Bali.
Nell'ottobre 2012, Four Seasons apre un nuovo hotel a Toronto, con 259 camere, ubicato nel quartiere Yorkville, progettato dallo studio di design internazionale Yabu Pushelberg. L'hotel, che comprende un ristorante di lusso guidato dallo chef Daniel Boulud, viene salutato da The Globe and Mail come "il rinnovo di un iconico marchio canadese nella sua città natale". L'attico è acquistato dall'imprenditore Robert Österlund (fondatore di Xacti, LLC e Inbox.com) per oltre 28 milioni di dollari, un prezzo record in Canada.
Nel 2009, il fondatore Sharp ha scritto un libro di memorie intitolato Four Seasons: The Story of Business Philosophy. Contiene una cronaca storica degli alberghi sin dal suo inizio.
Nel 2021 Bill Gates acquista la maggioranza della Four Seasons da bin Talal per 2,2 miliardi di dollari arrivando al 71%.

## Modello Business
Four Seasons non possiede nessuno dei suoi immobili; li gestisce per conto di proprietari immobiliari e sviluppatori. Ad esempio, il suo hotel di Las Vegas fa parte del complesso Mandalay Bay. I contratti tra Four Seasons e i proprietari degli immobili consentono in genere all'azienda di partecipare alla progettazione dell'immobile e di gestirlo con un controllo pressoché totale su ogni aspetto operativo.
Four Seasons ricava generalmente il tre percento del reddito lordo e circa il cinque percento dei profitti dagli immobili che gestisce. I proprietari degli immobili sono tenuti a contribuire ulteriormente con fondi per il marketing, le vendite a livello di catena, i sistemi di prenotazione e le ristrutturazioni.

## Residential rentals
Four Seasons Hotels and Resorts ha iniziato a offrire affitti per le vacanze a giugno 2014. Intitolate Residential Rentals, le proprietà sono disponibili in: Nord America (Costa Rica, Houston, Jackson Hole, Nevis, Punta Mita, San Diego, Whistler, Vail), Africa (Marrakech, Mauritius, Seychelles, Sharm El Sheikh), Europa (Cap-Ferrat) e Asia (Bali nella baia di Jimbaran, Giacarta, Chiang Mai, Koh Samui, Bangkok). Il primo Four Seasons Private Residences indipendente ha aperto a Londra, al 20 di Grosvenor Square, Mayfair, nel luglio 2019. Sarà la terza sede Four Seasons a Londra.